# Batalla del Camell
La batalla del Camell (àrab: موقعة الجمل, mawqiʿat al-Jamal) fou un combat lliurat el 4 de desembre del 656 prop de Bàssora entre, d'un costat, el califa Alí ibn Abi-Tàlib i, de l'altre, la vídua del profeta, Àïxa bint Abi-Bakr, i alguns "companys del Profeta" (sahaba) com Talha ibn Ubayd-Al·lah at-Taymí i az-Zubayr ibn al-Awwam, aquests darrers considerats com els musulmans més influents després del mateix califa. El nom de la batalla prové del fet que Àïxa va seguir el combat des del seu camell, en un palanquí, protegida per planxes metàl·liques.

## Antecedents
En ser elegit com a califa Abu-Bakr, Alí ibn Abi-Tàlib va refusar reconèixer-lo com a tal durant sis mesos i en arribar Uthman al poder el va acusar diverses vegades d'ignorar l'Alcorà. Assassinat Uthman, els omeies van fugir de Medina i l'oposició va quedar mestressa de la situació. Es va demanar a Alí d'acceptar el califat, que suposadament va rebre el 18 de juny del 656 esdevenint el quart califa de l'islam. En acceptar el nomenament de part d'algunes de les persones que havien participat en la mort d'Uthman, va ser acusat de participació en el crim, especialment per Muàwiya ibn Abi-Sufyan, governador de Síria i cosí d'Uthman.

## Batalla
La revolta d'Àïxa, Talha i az-Zubayr el va obligar a combatre. Els tres caps rebels, amb uns centenars d'homes, van marxar cap a Iraq on esperaven trobar suports i diners. Van ocupar Bàssora, però Alí va reunir tropes a Kufa i va avançar cap a Bàssora; hi va haver negociacions però finalment va esclatar la batalla coneguda com a "batalla del Camell" (9 de desembre del 656), en la qual Alí va obtenir la victòria.

## Conseqüències
Durant la batalla Talha i az-Zubayr van morir i Àïxa fou obligada a residir en endavant a Medina.